# Renseneb
Renseneb Amenemhat (Còn được biết đến là Ranisonb) là một pharaon Ai Cập của Vương triều thứ 13 thuộc thời kỳ Chuyển tiếp thứ hai. Theo nhà Ai Cập học Kim Ryholt, Renseneb là vị vua thứ 14 của vuơng triều này, trong khi Detlef Franke lại coi ông như vị vua thứ 13 và Jürgen von Beckerath cho là vị vua thứ 16. Renseneb được chứng thực một cách nghèo nàn và tên ngai của ông hiện vẫn chưa được biết rõ.

## Chứng thực
Renseneb chủ yếu được biết đến thông qua bản danh sách vua Turin, tại đó tên của ông nằm ở cột 7, dòng 16 (Gardiner cột 6 dòng 6). Triều đại của ông được ghi lại là chỉ kéo dài được 4 tháng
Mặt khác Renseneb còn được biết đến từ một đồ vật duy nhất có cùng niên đại, một hạt hột bằng đá steatite bóng, được Percy Newberry nhìn thấy lần cuối trong một cửa hàng buôn đồ cổ tại Cairo vào năm 1929. Hạt hột này đọc là "Ranisonb Amenemhat, Người ban tặng sự sống". Nhà Ai Cập học người Đan Mạch Kim Ryholt giải thích tên kép này theo nghĩa như sau "Ranisonb [Con trai của] Amenemhat" do đó cho thấy rằng ông là một người con trai của Amenemhat. Vị tiên vương gần nhất với Renseneb mà có tên nomen Amenemhat chính là Seankhibre Ameny Antef Amenemhet VI, ông ta đã trị vì trước đó khoảng 10 năm. Tuy nhiên các tên nomen của ba vị vua xen giữa, Sehetepibre, Sewadjkare và Nedjemibre, chưa được biết rõ và có thể là Amenemhat, và do đó một trong số ba vị vua này là cha của Renseneb, hoặc là anh trai.
Những nhà nghiên cứu khác như Stephen Quirke lại không ủng hộ cách giải thích này.
Vị vua kế vị Renseneb, Hor, có thể không mang dòng máu hoàng tộc bởi vì ông ta chưa bao giờ nhắc đến dòng dõi của mình. Do vậy, Ryholt nêu ra giả thuyết cho rằng Hor đã cướp ngôi Trong bất cứ trường hợp nào, các triều đại của những vị vua sớm nở chóng tàn vào đầu vương triều thứ 13 chỉ ra sự thiếu ổn định chung về chính trị của thời kỳ này